# Возвращение Баттерфляй
«Возвращение Баттерфляй» — биографический художественный фильм режиссёра Олега Фиалко, снятый творческим объединением «Время» Киностудии им. А. Довженко в 1982 году.
В фильме использована музыка Пуччини, Масканьи, Листа, Вагнера, Гретри, украинские, советские и итальянские народные песни. Вокальные партии Саломеи Крушельницкой исполняет Гизелла Ципола.

## Сюжет
Фильм рассказывает о жизни и творческом пути украинской оперной певицы Саломеи Крушельницкой, чьё имя в начале двадцатого века стояло в одном ряду с именами Баттистини, Карузо и Шаляпина.
Упорный труд талантливой актрисы позволил ей после учёбы во Львовской консерватории стать одной из лучших студенток, бравших уроки вокального мастерства у профессора Креспи в Италии. После подписания контракта с директором Кремонского театра, началось долголетнее сотрудничество с Джакомо Пуччини, в чьих операх «Манон Леско» и «Мадам Баттерфляй», блистала певица.
Вынужденная взять на себя обязанности главы большой семьи, она упорно старается  дать образование своим многочисленным сёстрам, не всегда находя понимание с их стороны. Тяжёлая болезнь брата, а затем и сестры Нуси легли дополнительной ношей. Окружённая вниманием многих мужчин, Саломея Крушельницкая всегда ставит на первое место музыку, занятиям которой она отдаёт всю свою жизнь.

## В ролях
- Елена Сафонова — Саломея Крушельницкая
- Антра Лиедскалныня — Саломея в зрелом возрасте
- Катя Казанцева — Саломея в детстве
- Иван Миколайчук — Антон Крушельницкий
- Иван Гаврилюк — адвокат Окуневский, жених Саломеи
- Григорий Гладий — Василь Стефаник
- Станислав Говорухин — Михаил Павлык
- Галина Золотарёва — Нуся Крушельницкая
- Валентина Ивашёва — Нуся в зрелом возрасте
- Людмила Лобза — Франческа
- Эрнст Романов — профессор Высоцкий
- Анаида Топчиян — Джемма
- Хелга Данцберга — профессор Креспи
- Откям Искендеров — Людовико
- Людмила Логийко — Зизи
- Мераб Тавадзе — Джакомо Пуччини
- Марина Юрбургская — Янина Королевич
- Гия Перадзе — Чезаре Риччони
- Паул Буткевич — Левицкий
- Лев Перфилов — итальянский врач
- Мария Капнист — пани Мозурова, квартирная хозяйка
- Николай Заднипровский — Мишко
- Юрий Рудченко — Дрыгас, журналист
- Регина Разума — сестра Соломии

В эпизодах: Юрий Мысенков, Николай Олейник, Анатолий Печников, Сергей Пономаренко, Вера Саранова, Людмила Кузьмина, Владимир Пермяков.

## Съёмочная группа
- Автор сценария: Валерия Врублевская
- Режиссёр-постановщик: Олег Фиалко
- Оператор-постановщик: Геннадий Энгстрем
- Художники-постановщики: Сергей Хотимский, Александр Шеремет
- Звукооператор: Елена Межибовская
- Режиссёр: В. Сивак
- Операторы: В. Гапчук, П. Пастухов
- Художники-декораторы: Б. Тюлебаев, В. Лаврентьев
- Художник по костюмам: Мария Левитская, Надажда Пастушенко
- Художник-гримёр: Галина Тышлек, Людмила Семашко
- Монтажёр: Л. Ясинская
- Редактор: М. Медникова
- Мастер по свету: Н. Руденко
- Ассистенты режиссёра: Т. Бородачёва, Е. Каминский, Н. Придатко, О. Фокина
- Ассистент оператора: А. Степанян
- Ассистенты по гриму: А. Мельник, М. Шкурко
- Педагог по вокалу: Л. Беридзе
- Административная группа: А. Рудина, И. Мироненко, З. Африн, В. Масарик
- Директор: Игорь Тараховский

## Фестивали и награды
- 1983 — Диплом и приз журнала «Советский экран» на XVI Всесоюзном кинофестивале[1]
- 1983 — Диплом Елене Сафоновой за яркий актёрский дебют на кинофестивале «Молодость»[1]